# 9 апреля (фильм)

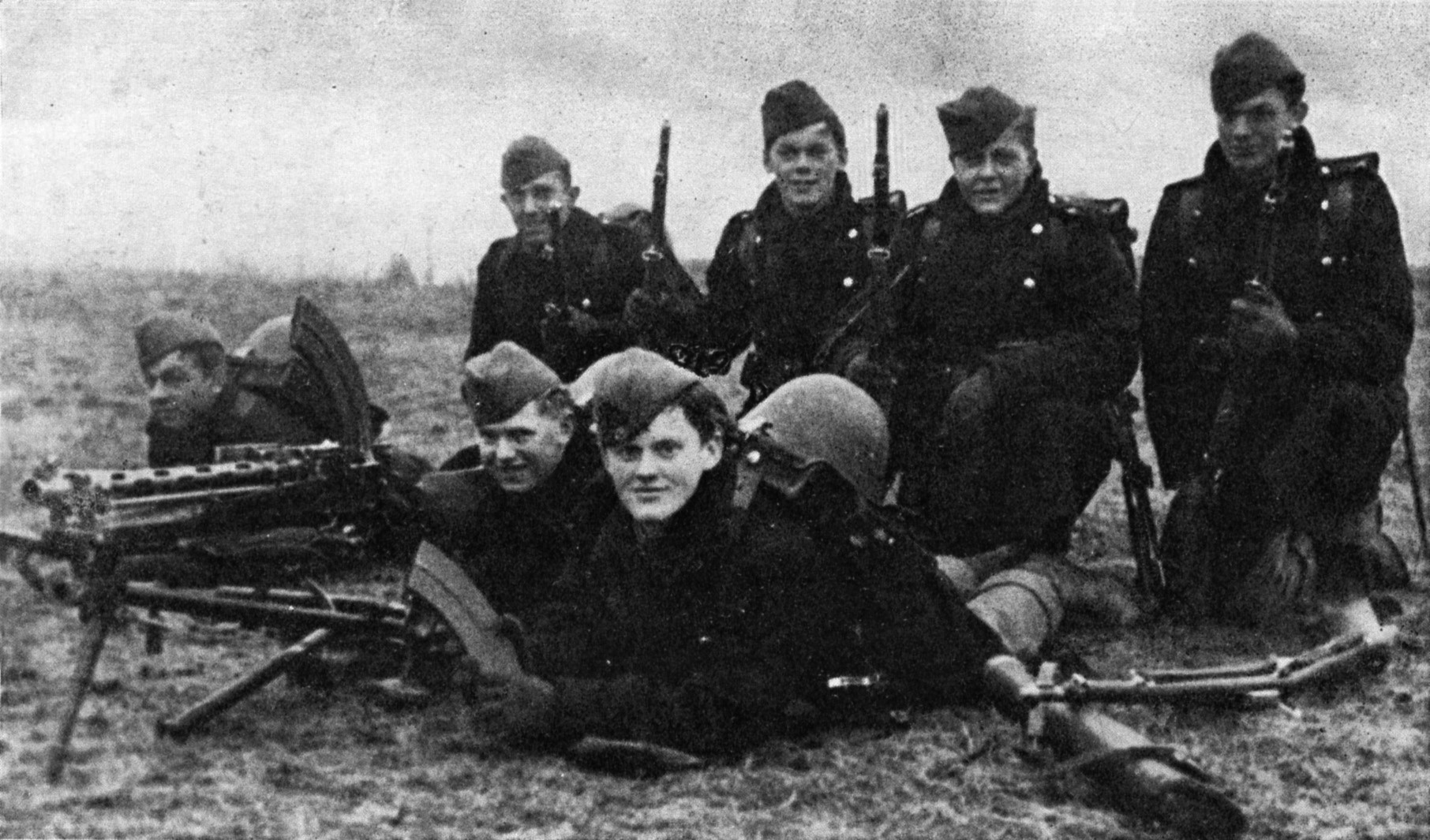
Датские солдаты под посёлком Бредевад в Южной Ютландии.
9 апреля 1940 года.

«9 апреля» (дат. 9. april) — фильм 2015 года о событиях Второй Мировой войны в Дании режиссёра Рони Эзра (Roni Ezra).
Фильм описывает события 1940 года, когда взвод датских велосипедистов противостоит войскам Германии. Это отсылка к Датской операции. На производство фильма было потрачено около 22 миллионов датских крон (около 3 миллионов долларов США). Фильм снят при поддержке Института кино в Дании (Danish Film Institute), датского телеканала TV2 и коммуны Хадерслев. В Дании фильм вышел в прокат 12 марта 2015 года.

## Сюжет
В ночь на 9 апреля 1940 года датское военное командование объявило, что немецкие войска пересекли государственную границу, и теперь Дания находится в состоянии войны. Велосипедной роте и мотоциклетному взводу датской армии приказано сдержать наступление немецких сил до подхода подкрепления. Но оборона была прорвана наступлением тяжелой военной техники. Датские солдаты отступают в Хадерслев и принимают там бой.

## Актёрский состав
- Ларс Миккельсен — оберст-лейтенант Хинтц
- Пилу Асбек — секунд-лейтенант Санд
- Густав Дюэкьер Гис — рядовой Андерсен
- Себастьян Булл Сарнинг — рядовой Лундгрен
- Йоаким Фьелструп — сержант Бундгорд
- Мартин Грайс — лейтенант Германсен
- Михаэль Броструп — оберст Хартц
- Эллиотт Кроссе Хоув — рядовой Йенс-Отто Лассен
- Янник Лорензен — рядовой Грам
- Мортен Хаух-Фаусбёлль — майор Фладсо
- Миккел Бентцен — рядовой Нёрресков
- Ари Александер — рядовой Йастесен
- Матиас Лундквист — рядовой Колдинг
- Йеспер Хагельскер Паш — майор Йепсен
- Ян Йоргенсен — сержант Клостергорд
- Саймон Сирс — капитан Холм
- Ян Дос — обер-лейтенант Бэкер
- Пелле Эмиль Хебсгаард — посыльный

## Съёмки
Часть съёмок проходила в Хадеслеве, улицы в районе Мёллепладсен и Зандербро.

## Критика
Фильм получил смешанные, но в целом положительные отзывы. Датские печатные издания Berlingske и Ekko оценили на 5 из 6 звёзд, в то время остальные от 2-5 до 6.